# 游楚
游 楚（ゆう そ、生没年不詳）は、三国時代の魏の武将・政治家。字は仲允。雍州馮翊郡頻陽の人。父は游殷。魏書張既伝に記載がある。

## 生涯
父の游殷は年少の張既を長官の器と認め、游楚のことを張既に頼んだ。游楚は激しい気性の持ち主で、生来体つきは小さく声は大きかったという。
蒲坂の令となり、曹操が関中を平定した際に張既の推挙で欠員の漢興郡の太守に就任。後に隴西の太守に転任した。それぞれの任地で恩徳によって統治し、刑罰・殺害を好まなかった。
太和2年（228年）、蜀の諸葛亮の隴右（涼州東部）侵攻に当たり、官民ともに動揺して天水と南安の太守は逃亡してしまい、両郡の民は諸葛亮に呼応した。この時游楚だけが隴西に留まって守備した。游楚は領民・部下に「援軍を待って死守すれば恩賞を貰えよう。援軍が来る前に危うくなったら私の首をとって降伏しなさい」と言って励ました。これによって官民一丸となって城を守った。南安の領民が蜀軍を連れてやって来ると、游楚は長史の馬顒を城門の前で迎撃させた。自らは城門の上から蜀の将に「あなたが東からの援軍を絶って隴を孤立させるなら、一ヶ月もすれば自然に隴西の官吏は降伏するだろう、だがそれができないなら無駄に軍を疲弊させるだけだ」と言い聞かせてから、馬顒に命じて太鼓を鳴らし攻撃をしかけると、蜀軍は立ち去った。十日余り後に魏の救援諸軍が隴地方（涼州）に向かうと諸葛亮は敗走した（街亭の戦い）。天水・南安は賊に呼応したかどで懲罰を受け、両郡の太守も重罰を受けた。一方、隴西の官吏はみな褒賞や官位を得、游楚は列侯に取り立てられた。
明帝はこれを喜んで、詔勅を下して游楚に参内を許可して宮殿に登らせた。が、游楚は生まれてから参内の経験がなく礼儀を知らなかったので、生来の大声で間違った受け答えをした。明帝は微笑んで、游楚をねぎらい励ました。退出したのちに游楚は帝のそばで警備をしたいと上奏して、駙馬都尉に任ぜられた。
游楚は学問をせず、遊戯・音楽を好んだ。歌手を召し抱えて楽器を演奏し、いつも外出に連れて歩いた。行く先々で博打や遊戯をしては楽しんだ。
数年後、再び北地太守に任命され、七十歳余りで死去した。